# Valentine Valti
Amélie Valentine Mestre dite Valentine Valti, née le 14 avril 1860 à Paris 14e et morte le 26 décembre 1940 à Bagnoles-de-l'Orne, est une chanteuse française.

## Biographie
Chanteuse et danseuse de revue du théâtre de la Scala à Paris de 1885 à 1895, gommeuse, étoile du café-concert, elle se produisit sur des musiques, entre autres, d'Émile Spencer, Paul Bourgès ou Félix Chaudoir.

## Créations
- 1886 : Au diable au vert !, paroles de Charles Blondelet et Constant Saclé, musique d'Émile Spencer. Chansonnette créée à la Scala.
- 1886 : La Belle Henriette, paroles de Félix Mortreuil, musique de Victor Mortreuil. Parodie de Mazette créée à la Scala.
- 1886 : La Belle Héloïse, paroles d'Émile Duhem et J. Henry Bonin, musique d'Émile Spencer. Chansonnette créée à la Scala.
- 1887 : La Belle Hortensia, paroles de Félix Mortreuil et Eugène Riffey. Chanson du chic créée à la Scala.
- 1887 : Anita, paroles et musique de Lucien Durand. Chansonnette créée au Concert de l'Horloge.
- 1887 : A. E. I. O. U., paroles de Louis Marcel et René Esse, musique d'Albert Petit. Rengaine créée à la Scala.
- 1887 : La Baronne de Clignancourt, paroles de Louis Marcel et Grim, musique d'Albert Petit. Chanson de la haute gomme créée à la Scala.
- 1888 : Le Baptême du p'tit Gaga, paroles de Louis Péricaud et Charles Blondelet, musique d'Albert Petit et Marcel-Grim. Chansonnette créée à la Scala.
- 1888 : La Belle Zilda, paroles de Jules César, musique de Jules Lacoustène. Chansonnette créée à la Scala.
- 1888 : Aglaé !, paroles de Louis Marcel, musique de Paul Bourgès. Scie parisienne créée au Concert de l'Horloge.
- 1888 : L'Ambition de Paula, paroles de Louis Marcel, musique de René Stretti. Chansonnette créée à la Scala.
- 1888 : La Baronne de la Grenouillère, paroles de L. Christian, musique d'Albert Petit. Chanson type créée à la Scala.
- 1891 : La Belle Marsala, paroles de A. Poupay, musique d'Émile Spencer. Aventure comique créée à la Scala.
- 1892 : A la Muette, paroles d'Ernest Morel , musique de Félix Chaudoir. Étude créée à la Scala.
- 1892 : A Chicago !, paroles de Zéphirin Duc, musique d'Émile Spencer. Chansonnette créée à la Scala.
- 1893 : Les Belles minettes, paroles de J. Marchal, musique de Théodore Poret. Chansonnette créée à la Scala.
- 1893 : Au d'ssus d' l'obélisque, paroles de Zéphirin Duc, musique de Louis Bousquet. Fantaisie parisienne créée à la Scala.
- 1894 : L'Amour à la turque, paroles d'Armand Lafrique, musique d'Henri Ludo. Chanson créée à la Scala.